# Ingajárat (Kaposvár)
A kaposvári Ingajárat az ideiglenes helyi autóbusz-állomás és az ideiglenes helyközi autóbusz-állomás között közlekedett. Ezt a járatot ingyenesen igénybe lehetett venni. Az Ingajárat addig működött, amíg teljesen el nem készült a Kaposvári Közlekedési Központ. A buszvonalat a Kaposvári Közlekedési Zrt. üzemeltette. 2020. november 22-től megszűnt az ingyenes Ingajárat.

## Története
Ez a járat azért jött létre, hogy amíg a közlekedési központ el nem készül addig segítse az utasok közlekedését a helyi és a Városliget mellett ideiglenesen kialakított távolsági autóbusz-állomás között. 2018. augusztus 13-tól 2020. november 21-ig közlekedett.

## Útvonal
A táblázatban az Ideiglenes Helyi autóbusz-állomásról induló irány (oda) látható.
| Útvonal                              |
| ------------------------------------ |
| Ideiglenes Helyi autóbusz-állomás    |
| Áchim András utca                    |
| Vásártéri út                         |
| Dr. Kaposváry György utca            |
| Ideiglenes Helyközi autóbusz-állomás |

A táblázatban az Ideiglenes Helyközi autóbusz-állomásról induló irány (vissza) látható.
| Útvonal                              |
| ------------------------------------ |
| Ideiglenes Helyközi autóbusz-állomás |
| Dr. Kaposváry György utca            |
| Berzsenyi út                         |
| Áchim András utca                    |
| Ideiglenes Helyi autóbusz-állomás    |

## Megállóhelyek
A táblázatban a megállók az Ideiglenes Helyi autóbusz-állomásról induló irány szerint (oda) vannak felsorolva.
| Megálló                              | Össz. km (oda) | Össz. idő (oda) | Átszállási lehetőség                                                            | A közelben található |
| ------------------------------------ | -------------- | --------------- | ------------------------------------------------------------------------------- | --- |
| Ideiglenes Helyi autóbusz-állomás    | 0              | 0               | 1, 3, 4, 5, 6, 7, 8, 8B, 8E, 8Y, 9, 10, 11, 11Y, 12, 13, 14, 15, 18, 31, 81, 91 | Polgármesteri Hivatal, Járási Hivatal, Szivárvány Kultúrpalota, Corso Bevásárlóközpont, Retro Club, Somogy Áruház, Rippl-Rónai Múzeum, Somogy Megyei Levéltár, Somogy Megyei Önkormányzat, Rendelőintézet, Szarvas Üzletház, Vasútállomás |
| Ideiglenes Helyközi autóbusz-állomás | 1,2            | 7               | Távolsági autóbuszok, Taxi                                                      | TESCO, OBI, Vásártér, Városliget, Golf Panzió és Étterem, Autó - Nexus Kft. |

A táblázatban a megállók a Ideiglenes Helyközi autóbusz-állomásról induló irány szerint (vissza) vannak felsorolva.
| Megálló                              | Össz. km (vissza) | Össz. idő (vissza) | Átszállási lehetőség                                                            | A közelben található |
| ------------------------------------ | ----------------- | ------------------ | ------------------------------------------------------------------------------- | --- |
| Ideiglenes Helyközi autóbusz-állomás | 0                 | 0                  | Távolsági autóbuszok, Taxi                                                      | TESCO, OBI, Vásártér, Városliget, Golf Panzió és Étterem, Autó - Nexus Kft. |
| Berzsenyi utca 30.                   | 0,5               | 3                  | 1, 11, 11Y, 13, 31                                                              | TESCO, Media Markt, OBI, McDonald’s, Berzsenyi üzletház, Széchenyi István Kereskedelmi és Vendéglátóipari Szakképző Iskola, Gyöngyfa Napközi Otthon, Euronics, Lidl, Shell Benzinkút                                                                                       |
| Berzsenyi utcai felüljáró            | 0,9               | 5                  | 1, 3, 4, 5, 11, 11Y, 13, 14, 15, 31 Corso Bevásárlóközpont: 12                  | Polgármesteri Hivatal, Járási Hivatal, Kapos Hotel, Nagyboldogasszony-székesegyház, Nagyboldogasszony Római Katolikus Gimnázium, Püspöki Palota, Somogyi Hírlap, Széchenyi István Kereskedelmi és Vendéglátóipari Szakképző Iskola, Corso Bevásárlóközpont, Kaposvár Plaza |
| Ideiglenes Helyi autóbusz-állomás    | 1,7               | 7                  | 1, 3, 4, 5, 6, 7, 8, 8B, 8E, 8Y, 9, 10, 11, 11Y, 12, 13, 14, 15, 18, 31, 81, 91 | Polgármesteri Hivatal, Járási Hivatal, Szivárvány Kultúrpalota, Corso Bevásárlóközpont, Retro Club, Somogy Áruház, Rippl-Rónai Múzeum, Somogy Megyei Levéltár, Somogy Megyei Önkormányzat, Rendelőintézet, Szarvas Üzletház, Vasútállomás                                  |